# 宽筒杜鹃
宽筒杜鹃（学名：Rhododendron eurysiphon）为杜鹃花科杜鹃花属下的一个种。

## 扩展阅读
- 維基物種上的相關：宽筒杜鹃